# Allgemeine Elsässische Bankgesellschaft

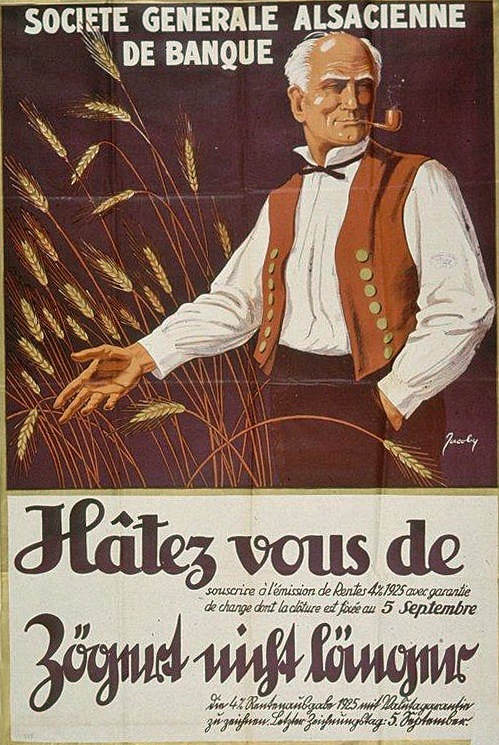
Werbeplakat der Allgemeinen Elsässischen Bankgesellschaft aus dem Jahr 1925

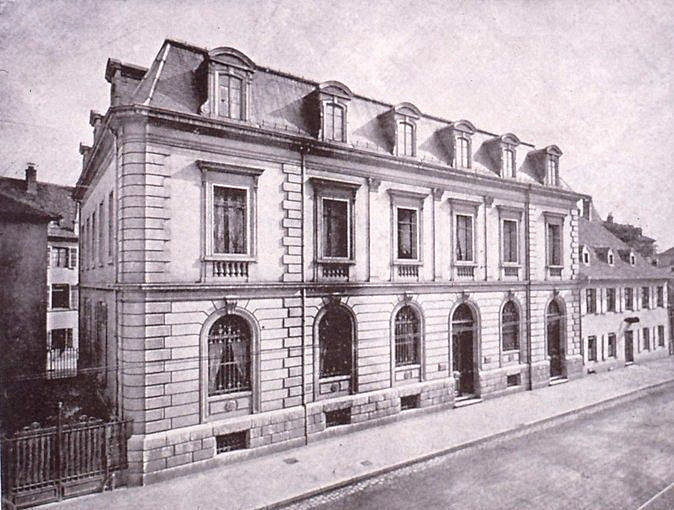
Filiale der Allgemeinen Elsässischen Bankgesellschaft in Mülhausen 1902

Die Allgemeine Elsässische Bankgesellschaft oder Französisch Société Générale Alsacienne de Banque („Sogenal“) war eine elsässische Regionalbank mit Hauptsitz in Straßburg und Niederlassungen in Belgien, Deutschland, Luxemburg, Österreich und der Schweiz.

## Geschichte
Der Ursprung der „Allgemeine Elsässische Bankgesellschaft“ geht auf die von der Pariser Großbank Société Générale am 2. Januar 1866 in Straßburg gegründete Niederlassung zurück. 1870 errichtete die Société Générale im Elsass zwei weitere Filialen in Mülhausen und Colmar.
Nachdem das Elsass in Folge des Deutsch-Französischen Kriegs 1870–1871 und des Friede von Frankfurt an das Deutsche Kaiserreich angeschlossen worden war, entschloss sich die Société Générale ihre drei elsässischen Filialen in eine Regionalbank umzuwandeln. Diese wurde unter Beteiligung einer Gruppe elsässischer Industrieller am 15. Oktober 1881 in Straßburg unter dem doppelten Firmennamen „Allgemeine Elsässische Bankgesellschaft / Société Générale Alscienne de Banque“ gegründet. 
Die Allgemeine Elsässische Bankgesellschaft etablierte sich erfolgreich als Universalbank. Mit dem Kauf des Frankfurter Bankhauses „Albert von Reinach & Cie.“ 1886 wurden die geschäftlichen Aktivitäten im Deutschen Kaiserreich ausgeweitet. Es folgten weitere Niederlassungen in Luxemburg (1893), welche die erste Niederlassung einer ausländischen Bank in Luxemburg darstellte, und in der Schweiz (Lausanne) (1897). In Deutschland wurden in Köln, Ludwigshafen, Saarbrücken 1919, in Düsseldorf 1924 und in der Schweiz (Zürich) (1926) Zweigstellen errichtet. 1972 folgte die Gründung einer Tochtergesellschaft in Österreich, die „Sogenal Elsässische Bank AG“, und 1975 kam es zur Übernahme der Belgischen Bank „Société Française de Banque et de Dépôts“ („Francibank“).
2001 wurde die Allgemeine Elsässische Bankgesellschaft von ihrer Muttergesellschaft Société Générale übernommen und integriert.